# Cerkiew Wniebowstąpienia Pańskiego w Czortkowie
Cerkiew Wniebowstąpienia Pańskiego (ukr. Церква Вознесіння Господнього) – cerkiew greckokatolicka (Ukraińska Cerkiew Greckokatolicka) w Czortkowie (hromada Czortków, rejon czortkowski, obwód tarnopolski) na Ukrainie.
Został uznany za zabytek architektury o znaczeniu krajowym (numer ochronny 684).

## Historia
Parafię utworzono w 1717, a cerkiew zbudowano bez jednego gwoździa w 1630 r.
Od początku do połowy XX wieku kościół był nieczynny i w stanie ruiny. W 1967 r. architekt W. Zacharow stworzył projekt rekonstrukcji cerkwi. Następnie przeprowadzono remonty.
W dniu 28 maja 2017 r. Boskiej Liturgii z okazji 300-lecia cerkwi przewodniczyli Metropolita Wasyl Semeniuk i Eparcha Dmytro Hryhorak.

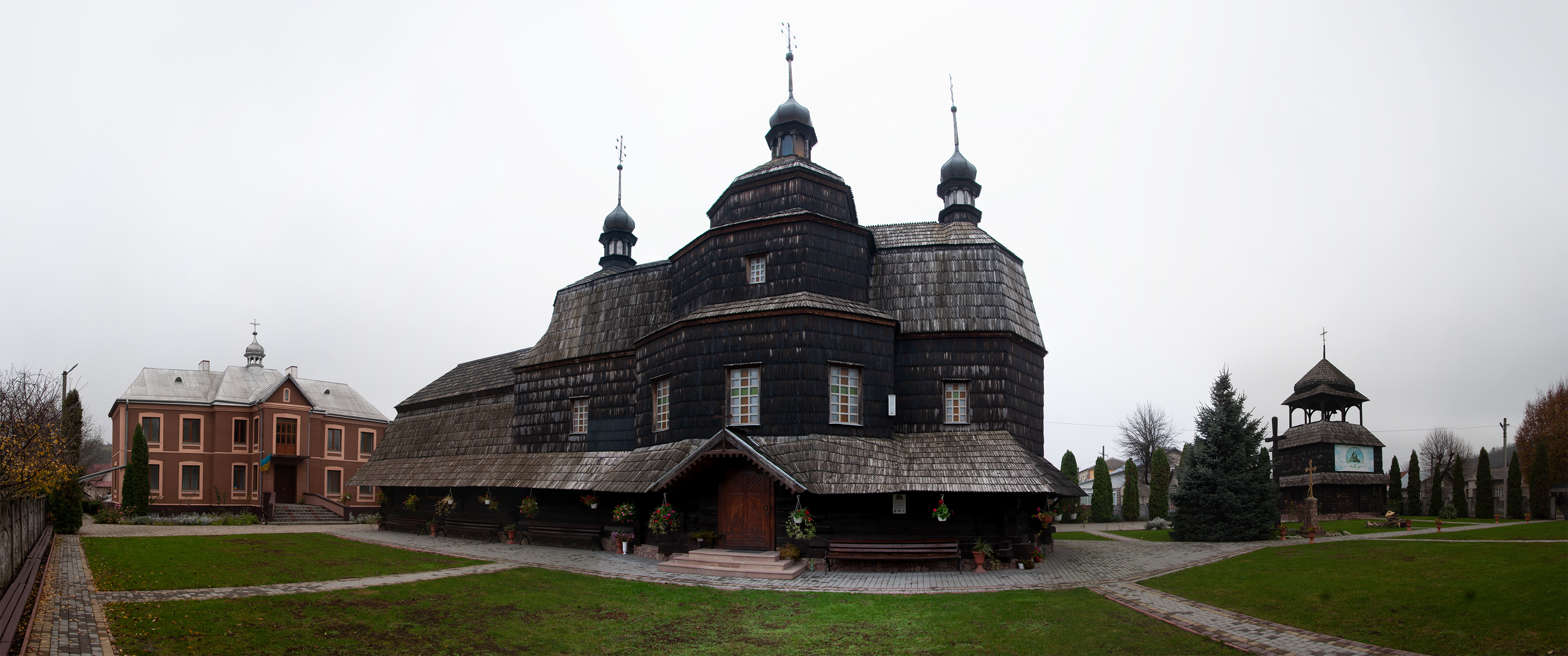
Cerkiew Wniebowstąpienia Pańskiego w Czortkowie